# 로마의 소나무
《로마의 소나무》(Pines of Rome, 이탈리아어: Pini di Roma)는 오토리노 레스피기가 1924년에 작곡한 작품이다.
45세 때 작품. 로마에 정주한 뒤 로마의 풍물은 레스피기의 마음을 사로잡았지만 몇 세기에 걸쳐 살아 있으며 로마의 역사를 보아 온 노목이 《로마의 분수》에 이어 새로운 교향시의 제재로 뽑혔다. 로마의 4곳의 소나무가 묘사되고 있지만 여기서 레스피기가 의도한 것은 현실의 소나무를 회화적으로 묘사한 것은 아니다. 고대·중세에 세계를 지배한 로마에 대한 향수와 환상이 분위기적으로 묘사되고 있다.

## 구성
총 4악장로 구성되어 있다.
- 1악장: 보르게제 별장(別莊)의 소나무
- 2악장: 카타콤바부근의 소나무
- 3악장: 지아니콜로의 소나무
- 4악장: 아피아가도의 소나무

## 악기 편성
- 목관악기: 플루트3(제3은 피콜로 겸함), 오보에2, 잉글리시 호른, 클라리넷2, 베이스 클라리넷, 바순2, 콘트라바순
- 금관악기: 호른4, 트럼펫3, 트롬본3(테너2, 베이스1), 튜바, 부치나6(소프라노2, 테너2, 베이스2; 플루겔호른 또는 색스혼으로 연주하기도 함)
- 타악기: 팀파니, 큰북, 작은북, 트라이앵글, 심벌즈, 2개의 작은 심벌즈, 라쳇, 탬버린, 탐탐, 글로켄슈필
- 현악기: 현악 5부, 하프
- 건반악기: 오르간, 첼레스타, 피아노
- 그 밖: 축음기, 물피리
- 무대 뒤, 별도 : 트럼펫2, 트롬본2, 호른2, 유포니움2